# اولکساندر میچولا
اولکساندر میچولا (اوکراینی: Олександр Мішула؛ زادهٔ ۱۸ آوریل ۱۹۹۲) بازیکن بسکتبال اهل اوکراین است.